# Apophylia jolantae
Apophylia jolantae – gatunek chrząszcza z rodziny stonkowatych i podrodziny Galerucinae.

## Taksonomia
Gatunek ten opisany został po raz pierwszy w 2007 roku przez Jana Bezděka na łamach „Genus”. Jako miejsce typowe wskazano Bhushi Dam w Lonavli w indysjkim stanie Maharasztra. Epitet gatunkowy nadano na cześć Jolanty Świętojańskiej.

## Morfologia
Samce osiągają od 4,45 do 5,3 mm, a samice od 5,2 do 6,75 mm długości ciała. Kształt jego jest przypłaszczony, o równoległych bokach. Wierzch ciała jest gęsto owłosiony.
Głowa jest żółta z matowoczarnym ciemieniem i błyszczącymi guzkami czołowymi, w przedniej części nieco zmatowiała, porośnięta rzadkimi, jasnymi włoskami. Warga górna jest poprzeczna, o zafalowanej krawędzi przedniej. Czułki są początkowo żółte, począwszy od czwartego lub piątego członu stopniowo ciemniejące, na wierzchołkach czarne; u samicy ich długość wynosi 0,8, u samca zaś 0,95 długości ciała. 
Przedplecze jest poprzeczne, u samicy 1,7, a u samca 1,6 raza szersze niż długie, najszersze w przedniej ⅓, słabo ku przodowi i tyłowi zwężone, o kątach niemal prostych i zaopatrzonych w ząbek z jasną szczecinką, krawędzi przedniej lekko wklęsłej, krawędziach bocznych lekko zaokrąglonych, a krawędzi tylnej prawie prostej z płytkim wcięciem pośrodku. Powierzchnia przedplecza jest półmatowa, gęsto punktowana, gęsto owłosiona, po bokach z parą głębokich wcisków. Barwa przedplecza jest żółta z czarną kropką środkową i parą czarnych kropek bocznych. Krótka, niemal trójkątna z zaokrąglonym szczytem tarczka jest matowoczarna, krótko i jasno owłosiona. Pokrywy są metalicznie zielone, zmatowaiałe, gęsto pokryte zlewającymi się punktami i krótkimi, jasnymi włoskami, o dobrze wykształconych guzach barkowych, równoległych bokach i stopniowo zwężających się ku szczytowi podgięciach. Skrzydła tylnej pary są normalnie wykształcone. Spód tułowia jest czarny z żółtymi przedpiersiem i episternitami śródtułowia. Odnóża są żółte, o stopach czasem na końcu przyciemnionych, u samca o rozwidlonych, a u samicy o wyposażonych w wyrostek pazurkach.
Odwłok ma ostatni widoczny sternit u samicy całobrzegi, a u samca z półokrągłym wykrojeniem tylnej krawędzi. Sternity są czarne z żółtymi tylnymi krawędziami.

## Ekologia i występowanie
Owad orientalny, endemiczny dla Indii, znany z tylko ze stanu Maharasztra. Spotykany na ostrzeniach.